# Kjell Ericsson (jurist)
Kjell Arne Ericsson, född den 3 augusti 1909 i Stockholm, död där den 2 november 1990, var en svensk jurist. Han var son till Ernst Ericsson. 
Ericsson avlade studentexamen 1927 och juris kandidatexamen vid Stockholms högskola 1933. Åren 1933–1936 genomförde han tingstjänstgöring i Norra Roslags domsaga. Ericsson blev fiskal i Svea hovrätt 1937, var tingssekreterare i Oppunda och Villåttinge domsaga 1939–1942, blev adjungerad ledamot i Svea hovrätt 1943, assessor där 1946 och revisionssekreterare 1952 (tillförordnad 1949). Han blev hovrättsråd i Svea hovrätt 1953 och var lagman där 1967–1976. Ericsson avlade reservofficersexamen 1929 och blev löjtnant i Svea livgardes reserv 1934, kapten där 1945. Han blev riddare av Nordstjärneorden 1957 och kommendör av samma orden 1971.